# U-105号潜艇 (1917年)
陛下之105号潜艇是德意志帝国海军建造的一艘中型潜艇或称U艇。它由基尔的日耳曼尼亚船厂承建，于1917年5月16日下水，至同年7月4日交付使用。U-105号是在第一次世界大战期间服役的329艘德国潜艇之一，曾参加过大西洋潜艇战。在其六次巡逻中，共击沉协约国或中立国的18艘商船（48956总吨）和1艘辅助军舰（6878总吨）。战后，该艇于1918年11月20日移交法国正式投降，并以让·奥特里克号（法語：Jean Autric）之名在法国海军服役，直至1938年拆解报废。

## 设计
第一次世界大战爆发后，为了满足潜艇破交战的作战需求，德意志帝国海军潜艇监察局（Inspektion des U-Bootwesens）在U-43号（战时动员型）的基础上，研发出了一种技术上更为成熟的中型双壳体远洋潜艇。其排水量适中、性能均衡，非常适合北海和英国周边海域的作战环境。海军为此共计批出34艘订单，战术编号使用U-81至U-114号。实战证明，这一系列的潜艇具有出色的航海能力和稳定的耐用性，它们的许多布置也对后世IX級潛艇和国外一些潜艇的设计产生了影响。
U-105号是由基尔日耳曼尼亚船厂承建的第三批次（U-105至U-114号）的首艇。它沿袭了前一批次（U-93至U-98号）的优化艇体设计，有较佳的机动性能；但在排水量和航速方面略为下降，惟续航里程有所提升。U-105号的水上和水下排水量分别为798吨和1000吨。其全长71.55米；舷宽6.30米，当中的耐压壳体宽4.15米；有3.90米的吃水深度。艇只搭载有可在水上使用的两台猛狮六缸四冲程柴油发动机，总功率为2,400匹公制馬力（1,765千瓦特）；以及可在水下使用的西门子-舒克特双电动发电机，总功率为1,200匹公制馬力（883千瓦特）。这些发动机用以驱动双轴、每根轴各一个的直径1.70米长螺旋桨。它的潜航深度为50米。
U-105号在水上的最高速度达16.4節（30.4每小時），在水下的最高航速则为8.4節（15.6每小時）。它可以8節（15每小時）的速度在水上巡航9,280海里（17,190），或以5節（9.3每小時）的速度在水下巡航50海里（93）。该艇装备了六具直径为500毫米的鱼雷发射管，其中艇艏四具、艉部两具，并可合共携带至多16枚鱼雷；作为辅助武器的甲板炮则是一门105毫米45倍径速射炮和一门88毫米30倍径速射炮。其标准船员编制为4名军官及32名水兵。

## 历史
U-105号是由德意志帝国海军作为K项战时订单（Kriegsauftrag K）的一部分，于1916年5月5日向基尔的日耳曼尼亚船厂订购，建造编号为274。艇只于1917年5月16日下水，至同年7月4日在首任暨唯一一任艇长、海军上尉弗里德里希·施特拉克扬的指挥下正式交付使用。完成海试后，U-105号自1917年9月3日起被编入分驻埃姆登和博尔库姆的第四潜艇区舰队服役，并一直隶属于该部队直至战争结束。
第一次世界大战期间，U-105号在北大西洋东部海域完成了六次巡逻；共计击沉协约国或中立国的18艘商船（48956总吨）和1艘辅助军舰（6878总吨）。其中，被U-105号击沉的最大型船舶是容积总吨为7323吨的英国货轮密尔沃基号（Milwaukee），它是在从伦敦前往蒙特利尔的途中，于1918年8月31日行至爱尔兰法斯耐特岩西南约260海里（480）处中鱼雷沉没，造成1人伤亡。而U-105号击沉的唯一一艘辅助军舰则是1917年10月17日正从法国返航的美国陆军运兵船安的列斯号， 后者被潜艇发射的鱼雷击中，五分钟后便沉没。这是一战期间第一艘沉没的美国运兵船，共有67人在此过程中遇难，使安的列斯号的覆灭成为美国人在这场战争中丧生人数最多的事件。
U-105号在战争中幸存了下来，没有被击沉。战后，根据对德停战协议的要求，该艇于1918年11月20日作为战利品移交法国。自1922年1月21日起，它被重命名为“让·奥特里克号”，并投入驻瑟堡的法国海军部队服役，直至1935年1月27日才被降编至预备役。让·奥特里克号于1935年8月24日正式从海军序列中除籍，后于1936年8月售予布雷斯特的拆船商。最终的拆解报废工作于1938年完成。

## 袭击历史摘要
| 日期           | 船名                  | 船籍     | 吨位 （容积总吨） | 结局 |
| -------------- | --------------------- | -------- | ----------------- | ---- |
| 1917年10月14日 | 埃卡特里尼·C·D号      | 希腊     | 3739              | 击沉 |
| 1917年10月15日 | 圣保罗号              | 法國     | 79                | 击沉 |
| 1917年10月15日 | 圣海伦号              | 美国     | 1497              | 击沉 |
| 1917年10月17日 | 安的列斯号            | 美国陆军 | 6878              | 击沉 |
| 1917年12月19日 | 维诺维亚号            | 英国     | 7046              | 击沉 |
| 1917年12月22日 | 科梅尔号              | 英国     | 2120              | 击沉 |
| 1917年12月24日 | 卡诺瓦号              | 英国     | 4637              | 击沉 |
| 1917年12月28日 | 德比勋爵号            | 英国     | 3757              | 击沉 |
| 1918年2月24日  | 萨普佛斯号            | 挪威     | 1458              | 击沉 |
| 1918年2月26日  | 戴尔伍德号            | 英国     | 2,420             | 击沉 |
| 1918年2月27日  | 广板号                | 英国     | 1764              | 击沉 |
| 1918年3月1日   | 彭韦恩号              | 英国     | 3710              | 击沉 |
| 1918年3月2日   | 加尔默罗人号          | 英国     | 2583              | 击沉 |
| 1918年4月29日  | 克里斯蒂安娜·戴维斯号 | 英国     | 86                | 击沉 |
| 1918年4月29日  | 约翰尼·图尔号         | 英国     | 84                | 击沉 |
| 1918年5月7日   | 南特号                | 英国     | 1580              | 击沉 |
| 1918年5月7日   | 撒克逊号              | 英国     | 1595              | 击沉 |
| 1918年7月2日   | 虔农号                | 法國     | 不详              | 击伤 |
| 1918年7月2日   | 阿尔贝一世号          | 法國     | 不详              | 击伤 |
| 1918年8月31日  | 密尔沃基号            | 英国     | 7323              | 击沉 |
| 1918年9月7日   | 勒伊斯达尔号          | 英国     | 3478              | 击沉 |

## 脚注
1. ↑  Gröner 1991，第12-14頁.
2. 1 2  Helgason, Guðmundur. . German and Austrian U-boats of World War I - Kaiserliche Marine - Uboat.net.   [2014-12-17].
3. ↑  Helgason, Guðmundur. . German and Austrian U-boats of World War I - Kaiserliche Marine - Uboat.net.
4. ↑  陈进，第71頁.
5. ↑  Herzog，第50頁.
6. ↑  Helgason, Guðmundur. . German and Austrian U-boats of World War I - Kaiserliche Marine - Uboat.net.   [2021-11-29].
7. ↑  Herzog，第48頁.
8. 1 2  Gröner 1991，第12–14頁.
9. ↑  Herzog，第139頁.
10. ↑  Herzog，第124頁.
11. ↑  Herzog，第69頁.
12. ↑  Helgason, Guðmundur. . German and Austrian U-boats of World War I - Kaiserliche Marine - Uboat.net.   [2021-12-10].
13. 1 2  "Online Library of Selected Images: S.S. Antilles (American Passenger-Cargo Ship, 1907)," （页面存档备份，存于） Department of the Navy, Navy Historical Center, www.history.navy.mil/
14. 1 2  "The Tribune Graphic," in the New York Tribune, vol. 77, whole no. 25,914 (Oct. 28, 1917), pg. 1.
15. ↑  Helgason, Guðmundur. . German and Austrian U-boats of World War I - Kaiserliche Marine - Uboat.net.   [2021-12-10].
16. ↑  Herzog，第90頁.
17. ↑  Roche.
18. ↑  .   [2021-12-10]. 原始内容存档于2013-03-10.
19. ↑  Helgason, Guðmundur. . German and Austrian U-boats of World War I - Kaiserliche Marine - Uboat.net.   [2014-12-17].